# コドク
コドク（英語: Kodok、アラビア語: كودوك）は、南スーダン北東部の上ナイル州にある都市。

## 地名
かつてはファショダと呼ばれていた。1898年に、イギリスとフランスの間でファショダ事件が発生した場所として知られる。しかし、1904年に戦乱の発生地としての汚名を消すべく、イギリス側の勢力がコドク（KodokまたはKothok）と都市名を改称した。もっとも、その後もスーダン内戦など、戦乱の続いた地域である。その100年後、第2次スーダン内戦が終わろうとしていた2004年になっても、コドク付近には難民がたむろし、治安は悪かった。

## 地理

South Sudanと書かれた領域のWhite Nileと書かれた川沿いに、コドクは位置する。

コドクは北緯9度53分 東経32度07分 / 北緯9.883度 東経32.117度座標: 北緯9度53分 東経32度07分 / 北緯9.883度 東経32.117度に位置し、この場所は南スーダンの西部ナイル州に属する。白ナイル川が付近を流れている。かつては、シルック族が作っていた、シルック王国の都が置かれていた場所である。なお、このシルック族は、この付近に居住してきた農耕民族であった。

## 産業
現在の南スーダンに当たる地域は、かつては、モロコシなどの栽培が盛んな地域だったものの、スーダンでの内戦によって農業は衰退してきた。そのような中で、1990年代にコドクでは深刻な飢饉が発生した。1990年代中盤からアラビアゴムの取り引きが行われ始めた。なお、南スーダン独立後、コドクの住民は、彼らが主食とする雑穀の自給的な栽培や、ウシの牧畜を行っている。2012年時点でのコドクの人口は、約7700人と推計されている。